# 臺灣府志
《臺灣府志》為台灣清治時期自1685年起、1764年迄所記載台灣歷史之官方地方志。總計7個版本，實際刊行6個版本。分別為：蔣志、高志、周志、劉志、范志、余志等六志。

## 歷代府志
《臺灣府志》至今計有7個版本。其中第3個版本宋志《增修臺灣府志》並未刊行。

### 康熙28年蔣毓英《臺灣府志》

#### 簡介
《臺灣府志》是在清朝康熙24年（1685年），由首任台灣府知府蔣毓英與諸羅知縣季麒光、鳳山縣知縣楊芳聲共同起稿編纂而成。又通稱為《蔣志》。
《蔣志》為綱目體，全書分：沿革、敘山、敘川、物產、風俗、歲時、戶口、官制、人物、古蹟等10卷，每卷立有數項支目，為後人瞭解臺灣社會、經濟、文化及民俗風情等提供了翔實的歷史資料。如《蔣志》載：1413年（明永樂十一年），鄭和、馬歡（紹興籍通事）等下西洋途經臺灣海峽時，遇強颱風曾上臺島避風，才有今天臺灣的“三寶姜”、鄭和等飲水之用的“大井”等古跡留存。另外，鄭和船隊曾“三泊”臺地，但未提到另外二次上臺島的時間與事蹟。

#### 編纂緣起
- 按照季麒光在《蓉州文稿》中替福建分巡臺灣廈門道周昌撰寫的〈臺灣誌書前序〉一文所提及，其修纂《府志》的主因是清政府在康熙24年（1685）年底下令修纂《一統志》、命各省將各郡縣誌送入北京以備編纂參考，因此才決定開始編纂「府志」。[1]

#### 刊行年代
- 按本書書名頁只題：“臺灣府志，本府藏版”，而無序跋、凡例、修纂姓氏表等類目，在目錄次行署“襄平蔣毓英集公氏纂，男國詳、國祚校字”則此書刊行可能是在蔣毓英陞任江西按察使之後刊行的。

#### 本書價值
- 蔣志也是康熙23年（1684年）臺灣置府（一府（臺灣府）三縣（臺灣縣、鳳山縣、諸羅縣）)之後的第一部地方志，總共10卷。

#### 編修者簡歷
- 蔣毓英，字集公，號集翁；浙江省諸暨縣人，盛京錦州府籍，官生。康熙17年（1678）起擔任福建泉州府知府，23年（1684）由泉州府知府調任為臺灣府知府，為首任臺灣府知府；28年（1689），擢陞江西按察使。

### 康熙35年高拱乾《臺灣府志》

#### 簡介與刊行年代
- 康熙33年（1694年）時，福建分巡台灣廈門道高拱乾補纂新成《臺灣府志》（通稱《高志》）。康熙35年（1696年）刊行，總共10卷。

#### 編纂緣起
- 高志的來源，大約有三：[1]

1. 在高志凡例中，以“臺灣自康熙二十年始入版圖，其時諸公勞心草創，於郡志未遑修葺……但新闢殊方，事多荒昧。雖博採群言，較諸郡守蔣公毓英所存草稿，十已增其七、八”。[2]可知高志其中一的來源，是緣自於首任臺灣府知府蔣毓英所留存的《臺灣府志》草稿，並加以新輯而來。在廈門大學教授陳碧笙向上海圖書館取得蔣志的孤本並加以研究後，確定了高志的〈凡例〉所言不虛。
2. 纂寫《諸羅縣志》的陳夢林則於〈卷三·秩官志·列傳·季麒光〉條中提到：“（季麒光）在任踰年，首創「臺灣郡志」，綜其山川、風物、戶口、土田、阨塞；未及終編，以憂去。（康熙）三十五年（1696），副使高拱乾因其稿纂而成之。”。[3]指出季麒光所編的《臺灣郡志》稿也是高志另外一個參考來源。
3. 編纂《重修福建臺灣府志》的劉良璧則於〈卷十六·選舉·貢生王喜〉條中提到：“府學。手輯「臺志」；舊志創始，多採其原本。”[4]指出王喜所編的《臺志》也是高志另一個參考來源。

#### 編修者簡歷
- 高拱乾，字洪喜，號九臨，陝西省榆林衛人（今榆林市）；廕生。清康熙三十一年（1692），由泉州府知府陞補福建分巡臺灣廈門兵備道；三十四年（1695）任滿，陞任浙江按察使。

任內網羅臺灣知府靳治揚、臺灣府海防總捕同知齊體物，舉人王璋、貢生王弼、生員陳文達等修成《臺灣府志》，通稱「高志」。其中〈藝文志〉收有〈臺灣八景詩〉、〈臺灣賦〉、〈東寧十詠〉等作品，開多種臺灣漢語文言文學創作文類風氣之先。臺灣知縣李中素為《臺灣府志》作跋，引高氏言：「臺灣自開闢之初，百事草創。從前諸公，一味苟且過去還得；到今日，再苟且不去了。汝等適當其難，不振起一番精神，認真為朝廷料理此一塊地，更欲推與誰人？」應是清國治臺灣初期，少見的積極任事的官僚之一。府志藝文志收錄他多篇文移，是為證明。

### 康熙49年宋永清《增修臺灣府志》，未刊行
- 康熙49年（1710年）鳳山縣知縣宋永清延攬鳳山教諭施士嶽與生員等諸人共同增補康熙35年（1696年）至康熙49年（1710年）之間臺灣府之政軍民情風俗諸事，以增補高志，故又稱為《增修臺灣府志》，但未及刊行，宋氏即離任。

### 康熙57年周元文《重修臺灣府志》

#### 簡介
- 康熙51年（1712年），福建分巡台灣廈門道陳璸、台灣府知府周元文以鳳山縣知縣宋永清之增輯，仍有不詳之處，乃與臺灣府郡博士弟子員生廣搜資料補輯重修“府志”稱《重修臺灣府志》（通稱《周志》），10卷，首1卷。

#### 內容
- 《周志》係就《高志》之舊版增補刻印，所增多屬康熙35年（1696年）以後之資料。增補較多為規制、秩官、武備、賦役及藝文等5志。“又據「秩官志」，諸如福建分巡台灣廈門道陳璸、梁文科、台灣府知府馮協一、王珍、經歷王士勷、台灣縣知縣張宏、俞兆岳、縣丞張琮、陳亮采、新港巡檢張知宰等到任或卸任年月多在康熙五十一年（1712）以後，竟有遲到五十七年的。足見本書曾經增補，其問世的時期，當在康熙五十七年以後”。[5]

#### 編修者簡歷
- 周元文，號洛書，奉天海城縣金州巡檢司正黃旗人（今遼寧省大連市金州區）、監生。康熙46年（1707）由延平府知府調補臺灣府知府；52年（1713）秩滿，陞湖南辰沅靖道。

### 乾隆6年劉良璧《重修福建臺灣府志》

#### 簡介與刊印年代
- 乾隆5年（1740年）時，由福建分巡台灣道劉良璧所重修的《重修福建臺灣府志》（通稱《劉志》），於同年（1740年）10月，開始重修“府志”，至翌年5月（1741年）完竣，歷凡八閱月而成。乾隆6年（1741年）刊行，總共20卷，首1卷（聖謨），全書總計近二十五萬字。

#### 修纂緣起與體例
- 自周元文就高志加以增補之後，到了劉良璧擔任福建分巡臺灣道時，又經過了近三十年，而此時期臺灣府行政區域劃分巳有所變更，自雍正元年（1723年）劃定諸羅虎尾溪以北增設彰化縣與淡水廳。雍正5年（1727年），再增設澎湖廳。此時臺灣府已轄有臺灣縣、鳳山縣、諸羅、彰化縣四縣及兩廳（淡水廳、澎湖廳）。體例乃是模仿當時閩浙總督郝玉麟主編、謝道承主纂的《福建通志》而略加變通，大幅改變高志的體例，可說是全新編纂的《臺灣府志》。

#### 編修者簡歷
- 劉良璧，字省齋，湖南衡陽人。由進士，歷官福建連江、將樂、龍溪知縣，擢漳州同知。清乾隆5年（1740年），薦陞福建分巡臺灣道。

### 乾隆12年范咸《重修臺灣府志》

#### 簡介與刊行年代
- 乾隆九年（1744年）起巡視台灣監察御史兼提督學政范咸，與巡視台灣監察御史戶科給事中六十七二人重修《重修臺灣府志》，該志逾一年成書，並於乾隆十二年（1747年）刊行（通稱《范志》），計25卷、首1卷。

#### 修纂緣起
- 主要是范咸與六十七兩人以高志草創，失之於略，而劉志雖加詳內容，但體例繁瑣，又有闕略，故而共同纂輯新志。修纂凡例稱其新修府志的綱目，乃是根據《劉志》與《高志》二志增刪而成，總計分為十二門、九十二目。各門中，尤以「封域」、「風俗」、「物產」、「雜記」等門，正文簡潔而附考詳細，為其特色。[6]

#### 編修者簡歷
1. 范咸，字貞吉，號九池，又號沅浦，浙江仁和人。雍正元年（1723）進士。著有《婆娑洋集》。
2. 六十七，字居魯，滿洲鑲紅旗人。著有《番社采風圖考》，並輯有《使署閒情》一書。

### 乾隆28年余文儀《續修臺灣府志》

#### 簡介與刊行年代
- 乾隆27年（1762年）起台灣府知府余文儀主修“府志”稱《續修臺灣府志》（通稱《余志》），而在乾隆39年（1774），余文儀在福建巡撫任上刊行，總計26卷。

#### 修纂緣起
- 按余文儀在〈續修臺灣府志序〉中提到，他在乾隆25年（1760）任職臺灣府知府時，看到不論高志或是劉志都有有所不備之處，於是興起重修《府志》的念頭，[7]而在乾隆27年（1762）開始大規模的重修臺灣府的府縣志，並於當年或28年（1763）年完成。[8]

#### 編修者簡歷
- 余文儀，字寶岡，浙江諸暨人。乾隆二年（1737）進士。乾隆25年（1760）由漳州府知府轉任臺灣府知府、29年（1764）陞福建分巡臺灣道、同年陞福建按察使、31年（1766）以福建按察使前往臺灣鎮壓黃教事件、34年（1769）以身為大員未能臨陣督捕議罪，降補刑部陝西司員外郎、35年（1770）署刑部右侍郎、36年（1771）陞福建巡撫、41年（1776）任刑部尚書、42年（1777）退休，死於乾隆47年（1782），《國史列傳》有傳記。[9]

## 爭議
中研院院士方豪表示，方志雖是研究地方史不可缺少的資料，卻並非研究地方史的上乘史料。必須探查各地方志纂修先後及續修的不同版本，所用史料亦必得窮源溯流。:39

### 清治以前的史料
鄭氏戶官楊英親撰《先王實錄》在1929年出土，史學界才發現清政府在1683年施琅攻台佔據台灣後，有計畫的全力將鄭氏在台灣的史蹟文物銷毀清空，與之前留下的官方典籍文書檔案史料盡皆毀棄改編。在沒有清治以前官方檔案記錄的情形下，《台灣府志》與其他台灣各方志各版本的編修，並非整理明末、荷、西、鄭氏檔案而成，而是收集台灣當地居民口傳回憶傳說而成，《高志》即坦承「文獻無徵……蔣公召耆老集儒生……就所見聞詳加蒐輯」。
鄭和到台灣、投藥於水、東番掛狗鈴
17世紀初陳第〈東番記〉、何喬遠《閩書》、張燮《東西洋考》、《明史》等記載鄭和到台灣、投藥於水、三保薑、東番掛狗鈴等鄉野傳說，《蔣志》以下也收錄此說，而陳文達《鳳山縣志》認為此說極為荒謬。學者研究認為明初鄭和與其他稱三保的人員皆極不可能前往台灣，因當時並無有關台灣的記錄，小琉求又為朱元璋指定「不通往來、不曾朝貢」的不征之國，其奉朝廷詔令預先指定前往目的地為西洋航線上的諸國，並未前往東洋航線（台灣不在東西洋之數），以當時原始航海技術，風向海流也不利其前往，但不能絕對排除因避颶風而來台灣暫避的可能性。
利瑪竇台灣星野說
記載此說最早的方志是《諸羅縣志》，也被傳抄記載在《劉志》、《台灣縣志》、《鳳山縣志》、《彰化縣志》等。《諸羅縣志》原有關於利瑪竇的文字，因為這段文字而曾在日治時被列為禁書，而並未出現在戰後傳世版本。方豪研究認為利瑪竇和台灣星野測量不可能有關係，也不見於利瑪竇的其他著作：西洋星野說見於《時憲曆》，清初將一切西洋學說皆附會於利瑪竇之名，而利瑪竇與《時憲曆》毫無關係。:46-48
林道乾遭俞大猷追剿竄逃至打狗、殺土番取膏血造舟、埋金
明萬曆年間，生於1575年的曹學佺著〈倭患始末〉記載林道乾的傳聞，稱他出生以前的1573年林道乾勾倭突犯漳泉海洋，竄據澎湖，尋投東番，並未記載是誰追剿。這是明人最早有關林道乾於1573年逃到澎湖和東番的記載。然而林道乾當年出海前仍受明官方招撫，此記載明顯是錯誤傳聞。
1686年《蔣志》記載1563年流寇林道乾橫行海洋，專殺土番，取膏血造船，都督俞大猷征之，道乾遁去占城，並無明確記載林道乾到台灣或台灣何地；1694年《高志》改成遁入台至安平，從安平、二鯤身隙間遁去占城；1717年《諸羅縣志》改為逃到大奎璧、劈破甕（諸羅地）；1720年《台灣縣志》改成屯打鼓山恣殺土番，膏血造舟；1719年《鳳山縣志》改成逃居打鼓山，打鼓番逃徙為阿猴社，〈外志·雜記〉又改記餘番走阿猴林，林道乾妹埋金打鼓山；1764年《重修鳳山縣志》記載林道乾遁附倭，艤舟打鼓山下，遁占城，地復歸倭；《諸羅縣志》、《鳳山縣志》、《台灣縣志》的編纂的都有陳文達、李欽文，他們編纂到哪裡，林道乾就跑到哪裡，歷來十幾種府志和諸羅、鳳山、台灣縣志記載林道乾來台之說，前後變來變去，皆不相同，各說各話；黃叔璥《台海使槎錄·番俗六考》改編成林道乾逃到崩山，把崩山土番抓來削下一半頭髮，然後用土番的頭髮來做海盜船的碇繩；1840年《噶瑪蘭廳志》改編成林道乾竄泊蘇澳。
後世許多研究者，把林道乾來台、造成打狗原住民遷徙阿猴社、阿猴林的傳說，當作史實在論述。李國銘認為這是把鄉野傳說當真，很不可思議、很難自圓其說。:81-82呂自揚研究明史中相關記載，認為林道乾從未到過台灣、打狗山，其騷擾都在廣東，未有到福建的記載，俞大猷也從未追擊到澎湖過，林道乾在台灣、俞大猷在澎湖的各種傳說，都是後人編造、穿鑿附會，可能是將1574年林鳳逃往東番魍港遭明海軍與原住民聯軍合剿之事張冠李戴。
荷蘭人向日本人用牛皮誆地
《蔣志》、《高志》記載荷蘭人用一片牛皮向倭彛騙地。耶穌會士向來與信奉新教的荷蘭敵對，1735年出版《中國全誌》收錄了馮秉正的書信記載此鄉野傳奇，有可能翻譯自《高志》。到了《范志》改編故事情節為向土番騙地。依荷蘭文獻是首任台灣長官宋克1625年1月以15匹花布向新港社購買普羅民遮市街的用地。

## 刊本與所收藏的公共圖書館
《臺灣府志》至今計有7個版本，其中第3個版本《增修臺灣府志》並未刊行，而現在全部已知的版本和部分所收藏的公共圖書館如下所示：
1. 清·康熙24年（1685年）臺灣府知府蔣毓英主修的《臺灣府志》清康熙刻本，共10卷。上海圖書館藏。（蔣志）
2. 清·康熙34年（1695年）福建分巡臺灣廈門道高拱乾主修的《臺灣府志》，共10卷。中國國家圖書館藏原刻本、日本內閣文庫藏補刻本。（高志）
3. 清·康熙49年（1710年）鳳山知縣宋永清主持補修稱為《增修臺灣府志》。（宋志、未刊行）。
4. 清·康熙51年（1712年）臺灣府知府周元文主持補修的稱為《重修臺灣府志》，共10卷，首1卷。日本宮內廳書陵部藏、南京圖書館藏。（周志）
5. 清·乾隆6年（1741年）福建分巡臺灣道劉良璧主持重新編纂的《重修福建臺灣府志》，共20卷，首1卷。日本國立國會圖書館藏、福建省圖書館藏。（劉志）
6. 清·乾隆12年（1747年）巡視臺灣監察御史范咸與滿籍巡視臺灣監察御史六十七共同重新補修的《重修臺灣府志》，共25卷、首1卷。國立臺灣圖書館藏。（范志）
7. 清·乾隆29年（1764年）臺灣府知府余文儀加以補修的《續修臺灣府志》，共26卷。國立臺灣圖書館藏。（余志）

## 臺灣府志目錄導引
- 以乾隆29年（1764年）台灣府知府余文儀主修之《續修臺灣府志》（余志）26卷本為參考目錄導引。

1. 卷一、封域：星野，建置，山川，形勝。
2. 卷二、規制：城池，公署，倉庫，坊里，番社，街市，橋樑，水利，海防，郵傳，卹政，義塚。
3. 卷三、職官：官制，官秩，列傳。
4. 卷四、賦役（一）：土田，租賦。
5. 卷五、賦役（二）：戶口，鹽課，水餉，陸餉。
6. 卷六、賦役（三）：存留經費，養廉，官莊。
7. 卷七、典禮：慶賀，接詔，迎春，耕耤，祭社稷，救護，鄉飲酒，鄉約，祠祀。
8. 卷八、學校：學宮，書院，社學，土番社學，學田。
9. 卷九、武備（一）：營制，營署，恤賞。
10. 卷十、武備（二）：官秩。
11. 卷十一、武備（三）：列傳，義民，船政。
12. 卷十二、人物：進士，舉人，鄉貢，例貢，武進士，武舉，列傳，列女，流寓。
13. 卷十三、風俗（一）：習尚，歲時，氣候，潮信，風信，占驗。
14. 卷十四、風俗（二）：番社風俗（一）。
15. 卷十五、風俗（三）：番社風俗（二）。
16. 卷十六、風俗（四）：番語，番曲，番俗通考。
17. 卷十七、物產（一）：五穀，蔬菜，貨幣，金石。
18. 卷十八、物產（二）：草木，鳥獸，蟲魚。
19. 卷十九、雜記：樓堞，園亭，寺廟，墳墓，災祥，雜著，叢談，外島。
20. 卷二十、藝文（一）：奏疏。
21. 卷二十一、藝文（二）：露布，文移，書。
22. 卷二十二、藝文（三）：序，記，祭文。
23. 卷二十三、藝文（四）：賦，駢體，詩（一）。
24. 卷二十四、藝文（五）：詩（二）。
25. 卷二十五、藝文（六）：詩（三）。
26. 卷二十六、藝文（七）：詩（四）。